# Jungheung-dong
Jungheung-dong (koreanska: 중흥동) är en stadsdel i staden Gwangju i den sydvästra delen av Sydkorea, 270 km söder om huvudstaden Seoul. Den ligger i stadsdistriktet Buk-gu. I stadsdelen ligger Gwangjus järnvägsstation.

## Indelning
Administrativt är Jungheung-dong indelat i:
| Namn    | Namn                  | Yta km² | Invånare 31 dec 2020> |
| ------- | --------------------- | ------- | --------------------- |
| 중흥1동 | Jungheung 1(il)-dong  | 0,53    | 5 097                 |
| 중흥2동 | Jungheung 2(i)-dong   | 0,51    | 6 947                 |
| 중흥3동 | Jungheung 3(sam)-dong | 0,54    | 4 989                 |